# يوديد أمونيوم
 يوديد أمونيوم مركب كيميائي له الصيغة NH4I ، ويكون على شكل مسحوق بلوري أبيض.